# Caffrolix donaxangula
Caffrolix donaxangula är en insektsart som beskrevs av Davies 1988. Caffrolix donaxangula ingår i släktet Caffrolix och familjen dvärgstritar. Inga underarter finns listade i Catalogue of Life.